# 케프렌 튀람
케프렌 튀람윌리앵(프랑스어: Khéphren Thuram-Ulien, 프랑스어 발음: [kefʁɛn tyʁam], 2001년 3월 26일~)은 프랑스의 축구 선수로 포지션은 미드필더이다. 현재 세리에 A의 유벤투스 FC와 프랑스 축구 국가대표팀에서 활동하고 있으며 축구인 릴리앙 튀람의 차남이자 축구 선수 마르퀴스 튀람의 남동생이다.

## 구단 경력

### AS 모나코
튀람은 2018년 11월 28일, 2-0으로 패배한 아틀레티코 마드리드와의 UEFA 챔피언스리그 원정 경기에서 63분에 알렉산드르 골로빈과 교체 투입되며 17세의 나이로 프로 데뷔전을 치렀다.

### OGC 니스
2019년 6월 26일, 튀람은 데르비 드 라 코트다쥐르로 유명한 모나코의 라이벌 팀 니스로 이적했다. 8월 17일, 그는 2-1로 이긴 님과의 경기에서 이그나티우스 가나고와 마지막 7분에 교체 투입되며 데뷔전을 치렀다. 2020년 10월 3일, 그는 낭트와의 홈 경기에서 프로 무대 첫 골을 기록해 니스의 승리에 기여했다.

### 유벤투스 FC
2024년 7월 10일, 튀람은 OGC 니스에서 유벤투스 FC로 이적했다. 그는 유벤투스와 2029년까지 유효한 계약을 체결했고 유벤투스는 튀람의 이적료로 니스에 2,000만 유로(약 298억 원)를 지불했다.

## 국가대표팀 경력
케프렌 튀람은 프랑스 U-16 축구 국가대표팀부터 프랑스 U-21 축구 국가대표팀까지 프랑스의 연령별 대표팀들을 두루 거쳤다.

### 프랑스 A대표팀
2023년 3월, 그는 형 마르퀴스 튀람과 함께 네덜란드 축구 국가대표팀과 아일랜드 축구 국가대표팀과의 UEFA 유로 2024 예선 경기를 치를 프랑스 축구 국가대표팀의 명단에 포함되었다. 그는 2023년 3월 24일 프랑스 대표팀이 스타드 드 프랑스에서 네덜란드 대표팀을 4대 0으로 이긴 경기에서 89분 아드리앵 라비오를 대신해 경기장에 투입되면서 프랑스 성인 대표팀 데뷔전을 가졌다.

## 개인사
케프렌은 이탈리아의 레조에밀리아에서 태어났으며 아버지 릴리앙 튀람을 따라 과들루프 혈통을 가지고 있다. 고대 이집트의 파라오 카프레를 따라 이름 '케프렌'을 가지게 된 튀람은 FC 인테르나치오날레 밀라노에서 뛰고 있는 축구 선수 마르퀴스 튀람의 동생이다.

## 수상 내역
구단
 OGC 니스
- 쿠프 드 프랑스 준우승: 2021–22[12]

개인
- UNFP 리그 1 올해의 팀: 2022-23[13]